# Óscar Felipe Ventura
Óscar Enrique Felipe Ventura (San Pedro de Lloc, 18 de marzo de 1943 - Ibidem, 22 de agosto del 2023) fue un profesor, maestro, educador y político peruano. Fue diputado por el departamento de La Libertad durante el periodo 1985-1990.

## Biografía
Nació en San Pedro de Lloc, ubicado en la provincia de Pacasmayo, el 18 de marzo de 1943. Fue hijo de Nicanor Felipe Urcia y de Rosa Ventura Landívar.
Cursó sus estudios primarios y secundarios en su ciudad natal. Entre 1961 y 1965 cursó estudios superiores de pedagogía en la Universidad Nacional de Trujillo y entre 1995 y 1996 la maestría de Gestión Gubernamental. Entre 1974 a 1982 fue director de la sección nocturna del Colegio Antonio Raymondi en Pacasmayo. Luego obtuvo el cargo de director de la sección nocturna de la Institución Educativa Emblemática San Juan en Trujillo entre 1982 y 1985.

### Vida sindical
En 1966 fue líder del sindicato de profesores en Pacasmayo. Fue presidente del Frente de Profesores Unidos de Pacasmayo entre 1970 y 1972 y fue elegido como secretario general del SUTEP-Pacasmayo (Sindicato Único de Trabajadores de la Educación del Perú) tres veces entre 1972 a 1976. También fue elegido como subsecretario de la organización regional La Libertad del SUTEP entre 1972-1978 y entre 1978 y 1982 fue presidente del Frente para la Defensa de los Derechos del Pueblo de Pacasmayo. Entre 1980 y 1984 fue parte de la dirigencia nacional del SUTEP.

## Vida política
Fue fundador de la Unión de Izquierda Revolucionaria en 1979 y se convirtió en el secretario de prensa del partido en su departamento. El segundo congreso del UNIR lo eligió como miembro del Comité Nacional Disciplinario.
Ha sido miembro del comité central, politburó y del comité permanente del Partido Comunista del Perú - Patria Roja desde 1986 y presidente nacional del Movimiento Nueva Izquierda entre 2001 y 2004. Estuvo desde el año 2017 está afiliado al partido Juntos por el Perú.
Su primera participación política fue en las elecciones parlamentarias de 1980 cuando fue candidato a diputado por La Libertad por la Unión de Izquierda Revolucionaria sin obtener la elección. Ese mismo año fue candidato a la alcaldía de la provincia de Pacasmayo por Izquierda Unida sin éxito. En las elecciones municipales de 1983 fue candidato a regidor de Pacasmayo sin éxito. En las elecciones parlamentarias de 1985 fue candidato por Izquierda Unida siendo elegido como diputado por el departamento de La Libertad para el periodo 1985-1990. Tentó sin éxito la reelección en las elecciones generales de 1990 así como su elección como congresista por La Libertad en las elecciones generales del 2006. 
Participó en las elecciones regionales del 2014 como candidato a la presidencia del Gobierno Regional de La Libertad por el Frente Amplio obteniendo sólo el 0.521% de los votos.
Su última participación en la política fue en las elecciones parlamentarias extraordinarias del 2020 como miembro del partido Juntos por el Perú.

## Fallecimiento
El 22 de agosto del 2023, Óscar Felipe Ventura falleció a los 80 años.